# Tomáš Vošlajer
Tomáš Vošlajer (* 18. září 1990 Jilemnice) je český basketbalista.

## Základní informace
Tomáš Vošlajer se narodil 18. září 1990 v Jilemnici. Měří 211 cm a váží 113 kg. S basketbalem začínal v Rychnově nad Kněžnou. Působil v klubech BK Synthesia Pardubice, BK Nový Jičín, BC Prievidza a BK Lions Jindřichův Hradec. Hostoval v klubech Unibon Nový Jičín, BC Vysočina a Basketbal Olomouc. Od roku 2016 působí v klubu SKB Zlín. Vzhledem ke své výšce je podkošový hráč (pivot).